# Stenocoptus biapicatus
Stenocoptus biapicatus är en skalbaggsart som beskrevs av Stefan von Breuning 1960. Stenocoptus biapicatus ingår i släktet Stenocoptus och familjen långhorningar. Inga underarter finns listade i Catalogue of Life.